# Aziz Sancar
Aziz Sancar, turško-ameriški zdravnik in biokemik, nobelovec, * 8. september 1946, Savur, Turčija.
Za svoja odkritja na področju popravljanja DNK je leta 2015 skupaj s Tomasom Lindahlom in Paulom Modrichem prejel Nobelovo nagrado za kemijo. Živi in deluje v Združenih državah Amerike, kjer ima položaj profesorja biokemije na medicinski fakulteti Univerzi Severne Karoline v Chapel Hillu.

## Življenjepis
Rodil se je kot šesti od sedmih otrok v skromni družini arabskega rodu v mestecu Savur na jugovzhodu Turčije. Starša sta bila nešolana in nepismena, zavzemala pa sta se za šolanje svojih otrok in Sancar je po osnovnem šolanju v domačem kraju vpisal študij medicine na Univerzi v Carigradu. Tam ga je navdušila molekularna biologija, zato se je odločil postati znanstvenik. Kljub temu se je po pridobitvi naziva doktor medicine leta 1969 na prigovarjanje mentorja vrnil v Savur in dve leti delal kot zdravnik preden je pridobil štipendijo za podiplomski študij v ZDA. Konkretno ga je zanimal pojav fotoreaktivacije, ko se poškodbe dednine zaradi UV-valovanja popravijo pod vplivom svetlobe daljše valovne dolžine. Sancar je dobil položaj pri odkritelju mehanizma, encima fotoliaze, na  Univerzi Teksasa v Dallasu ter se preselil v ZDA.
Sprva je imel težave zaradi skromnejšega predznanja, ki ga je nadoknadil z zavzetim delom. Zadal si je identificirati optično aktivni del fotoliaze, v ta namen je najprej poiskal mutiran sev bakterije Escherichia coli brez fotoliaze, z analizo razlik pa je nato odkril gen za fotoliazo in ga kloniral s takrat novo tehniko rekombinantne DNK. Leta 1976 se je moral vrniti v domovino za štirimesečno služenje obveznega vojaškega roka, po vrnitvi pa je leta 1977 zaključil študij, saj je njegovo dotedanje delo zadostovalo za doktorat (kljub temu, da še ni izoliral samega encima).
Po tistem ni našel primernega položaja raziskovalca, ki bi mu omogočil nadaljevati raziskave, zato je sprejel položaj laboratorijskega tehnika pri Deanu Ruppu na Univerzi Yale. Tam je kloniral in izoliral več drugih encimov, ki sodelujejo pri popravljanju DNK, ter prišel do presenetljivega odkritja, da ti encimi izrežejo večji kos DNK, ne samo območja tik ob poškodbi. Poimenoval jih je ekscizijske nukleaze (ekscinukleaze).
Leta 1982 je sprejel ponudbo za položaj docenta biokemije na Univerzi Severne Karoline v Chapel Hillu in ker je njegov mentor medtem zaključil kariero raziskovalca, se je lahko svobodno spet posvetil fotoliazi. Odkril je, da ima dva fotoreaktivna centra in ju opisal ter razvozlal še druge ključne mehanizme njenega delovanja, na podlagi česar je razvil model reakcije popravljanja s fotoliazo. Nato je potrdil enak mehanizem izrezovanja tudi pri človeku, kljub nesorodnim genom, in odkril povezavo med okvaro tega mehanizma in sindromom xeroderma pigmentosum ter drugimi dednimi boleznimi. Človek sicer nima fotoliaze (izrezovanje poškodovanih delov DNK ima druge sprožilce) je pa leta 1995 njegovo pozornost pritegnila objava podjetja Human Genome Sciences, ki je zaznalo izražanje fotoliazi sorodnega gena tudi pri človeku. Posumil je, da je tak gen pri sesalcih povezan s cirkadianim ritmom, poimenoval ga je kriptokrom. Izoliral je dva kriptokroma in z izbijanjem pri laboratorijskih miših dokazal njuno ključno vlogo pri vzdrževanju bioloških ritmov.
Vzporedno nadaljuje z raziskavami fotoliaze, tako je v zgodnjih 2000. letih uporabil novo mikroskopsko tehniko za neposredno opazovanje procesa popravljanja.

### Zasebno življenje
Od leta 1978 je poročen z biokemičarko Gwendolyn Sancar (roj. Boles), ki jo je spoznal med doktorskim študijem. Par je ustanovil sklad (Aziz and Gwen Sancar Foundation), s katerim Američanom približuje turško kulturo in pomaga turškim študentom v ZDA.

## Priznanja
Leta 2015 je postal prvi Turek z Nobelovo nagrado za znanost in drugi turški nobelovec po pisatelju Orhanu Pamuku. Svojo nagrado je posvetil Atatürku kot voditelju sekularne turške države, čigar reforme izobraževalnega sistema so mu omogočile začetek šolanja, in medaljo podaril Atatürkovemu mavzoleju Anıtkabir, kjer je zdaj razstavljena.
Poleg te in ostalih nagrad je bilo njegovo delo prepoznano tudi z izvolitvijo za člana več akademskih ustanov, med njimi  Ameriške akademije umetnosti in znanosti (2004), Nacionalne akademije znanosti ZDA (2005) in Turške akademije znanosti (2006).